# Carpe Diem (utwór muzyczny Joker Out)
Carpe Diem – singel słoweńskiego zespołu Joker Out, wydany cyfrowo 4 lutego 2023 roku. Piosenkę napisali i skomponowali Bojan Cvjetićanin, Jan Peteh, Jure Maček, Kris Guštin, Nace Jordan i Žarko Pak.
Utwór reprezentował Słowenię w 67. Konkursie Piosenki Eurowizji w Liverpoolu.
Jest najczęściej odtwarzanym cyfrowo utworem w języku słoweńskim.

## Historia i powstanie utworu
Zgodnie z postem opublikowanym przez zespół w serwisie Instagram, nagrywanie piosenki miało miejsce w grudniu 2022 roku w studiu w Hamburgu przez 12 dni. Zespół współpracował z Markiem Pircem, Zarko Pakiem i Toddem Burke podczas procesu nagrywania. Grupa tłumaczyła, że zachowała całą piosenkę w języku słoweńskim, mówiąc, że „chcemy przetłumaczyć język słoweński na uniwersalny język tańca i rozrywki, który rozumieją wszystkie kraje”. Do piosenki w budynku Grand Hotel Union w Lublanie został zrealizowany teledysk, za którego reżyserię odpowiada Bonino Englaro. Premiera klipu odbyła się 4 lutego 2023 roku w serwisie YouTube, a pierwsze wystąpienie utworu na żywo odbyło się podczas programu Misija Liverpool wyemitowanego na TV Slovenija 1 tego samego wieczoru.
31 marca wydana została angielskojęzyczna wersja utworu, która zachowała oryginalny tytuł. 9 kwietnia na stadionie Anfield puszczono ją przed meczem piłki nożnej Premier League pomiędzy Liverpoolem a Arsenalem w celach promocyjnych przed Konkursem Piosenki Eurowizji.

## Lista utworów
| Digital download / media strumieniowe | Digital download / media strumieniowe | Digital download / media strumieniowe |
| Nr                                    | Tytuł utworu                          | Długość                               |
| ------------------------------------- | ------------------------------------- | ------------------------------------- |
| 1.                                    | „Carpe Diem”                          | 2:45                                  |